# Cmentarz żydowski w Choszcznie
Cmentarz żydowski w Choszcznie – kirkut znajduje się przy ul. Bolesława Chrobrego, na terenie zwanym Miejska Góra, dawniej Żydowska Góra. Powstał na początku XIX stulecia. W czasach nazizmu został zdewastowany. Obecnie na jego miejscu mieści się park miejski. Nekropolia ma powierzchnię 12 ha. Nie zachowała się na nim żadna macewa.